# Parti vert écologiste du Mexique
Le Parti vert écologiste du Mexique (en espagnol : Partido Verde Ecologista de México, PVEM ou PVE) est un des six partis politiques mexicains qui bénéficient d’une représentation au Congrès. C'est le quatrième parti politique au Mexique par nombre de représentants au congrès de ce pays. La plupart de ces postes ont été obtenus grâce à leurs alliances stratégiques avec d'autres partis.
Le parti a été fondé en 1986 sous le nom de Partido Verde Mexicano (PVM) et son premier dirigeant était Jorge González Torres. Le PVM a participé aux élections fédérales de 1988 dans le cadre du Front national démocratique et aux élections de 1991 pour la première fois de manière indépendante, sous le nom de Partido Ecologista de México (PEM). En n'obtenant pas le pourcentage de voix nécessaire pour obtenir son inscription définitive, ses partisans ont dû recommencer les tâches pour satisfaire aux exigences d'obtention d'une inscription conditionnelle. Cela a été obtenu en 1993 et dans la même année, le parti a changé son nom pour l'actuel, Partido Verde Ecologista de México.

## Fondements idéologiques
Ce parti a pour principes de rechercher « l’amour, la justice et la liberté pour tous les êtres qui habitent la planète terre, en incluant la végétation, les animaux et les hommes ». Le parti vert écologiste mexicain se déclare être le parti ayant permis le changement politique de la fin du XXe siècle, la perte du pouvoir présidentiel par le PRI. Toutefois à cause de ses positions sur la peine de mort et l’homosexualité, il a été écarté des Verts Mondiaux.
Au cours d'une interview, le candidat PVEM Gamaliel Ramirez a agressé verbalement un candidat ouvertement gay pour le poste de maire de Guadalajara et a appelé à l'établissement de lois criminelles contre l'homosexualité. Dans les jours suivants, Ramirez a publié des excuses écrites après que le parti ait exprimé son opposition à ses remarques.
Alors que le parti s'est engagé à soutenir les questions relatives aux droits des LGBT, 3 représentants se sont abstenus de voter sur la reconnaissance légale des couples homosexuels à Mexico.

## Histoire récente
Lors des élections générales de 2000, le Parti vert écologiste du Mexique fait alliance avec le Parti action nationale (PAN) pour créer l’Alliance pour le changement (Alianza por el Cambio). C’est cette alliance entre le PAN et le PVEM qui mène Vicente Fox à la victoire lors de l’élection présidentielle. Le même jour, les Verts remportent cinq des 128 sièges au Sénat du Mexique.
L’alliance éclate après une année de gouvernement de Vicente Fox. En juillet 2003, lors des élections de mi-mandat, et lors de diverses élections locales qui se sont tenues depuis 2000, le PVEM s’est allié plus fréquemment avec le Parti révolutionnaire institutionnel (PRI). Les Verts remportent alors dix-sept sièges sur 500 à la Chambre des députés.
Durant la même période, le soutien du parti s’est réduit en raison d’accusations de corruption, de népotisme et d’entorses à la loi électorale du Mexique[réf. nécessaire]. Depuis son enregistrement comme parti politique le 9 février 1991, le PVEM a été dirigé par une seule famille : son premier président était Jorge González Torres, un ancien membre du PRI, et c’est son fils, Jorge Emilio González Martínez, un actuel sénateur surnommé le Garçon vert (El Niño Verde). Le 3 septembre 2003, la cour électorale suprême du Mexique juge que les statuts du PVEM sont contraires à la Constitution dans la mesure où ils permettent à un cercle restreint de personnes de nommer l’ensemble des candidats et des dignitaires[réf. nécessaire]. Peu après, le 10 octobre 2003, l’Institut électoral fédéral impose une amende de plusieurs millions de dollars au PVEM pour avoir violé les règles de financement des campagnes lors de l’élection présidentielle de 2000.[réf. nécessaire]
Un scandale supplémentaire éclate en février 2004 lorsqu'une séquence vidéo dans laquelle on voit Jorge Emilio González Martínez se voir proposer et ne pas refuser un pot-de-vin de 2 millions de dollars est publiée. Selon cette vidéo, les fonds sont proposés par deux hommes d’affaires souhaitant obtenir plus facilement des permis de construire pour des développements immobiliers près de la station de Cancún (la municipalité de Benito Juárez dans laquelle se trouve Cancún étant gouvernée par un maire PVEM)[réf. nécessaire].
Le 12 novembre 2005, le PVEM nomme formellement Bernardo de la Garza comme candidat à l’élection présidentielle de 2006, mais il se retire le 5 décembre déjà après la conclusion d’une alliance avec le PRI. Lors des élections législatives de 2006, le parti conserve ses dix-sept sièges sur 500 à la Chambre des députés et perd un siège au Sénat, n’en conservant que quatre.
Lors de la campagne de 2009 pour l’élection des députés au congrès, le Parti vert écologiste mexicain a, dans son programme, réclamé la peine de mort pour les auteurs d’enlèvements et de séquestrations. Minoritaire, le parti a voté contre le mariage homosexuel à Mexico.

## Liste des présidents
- 1991-2001 : Jorge González Torres
- 2001-2011 : Jorge Emilio González Martínez
- depuis 2011 : Carlos Alberto Puente Salas